# Атолл

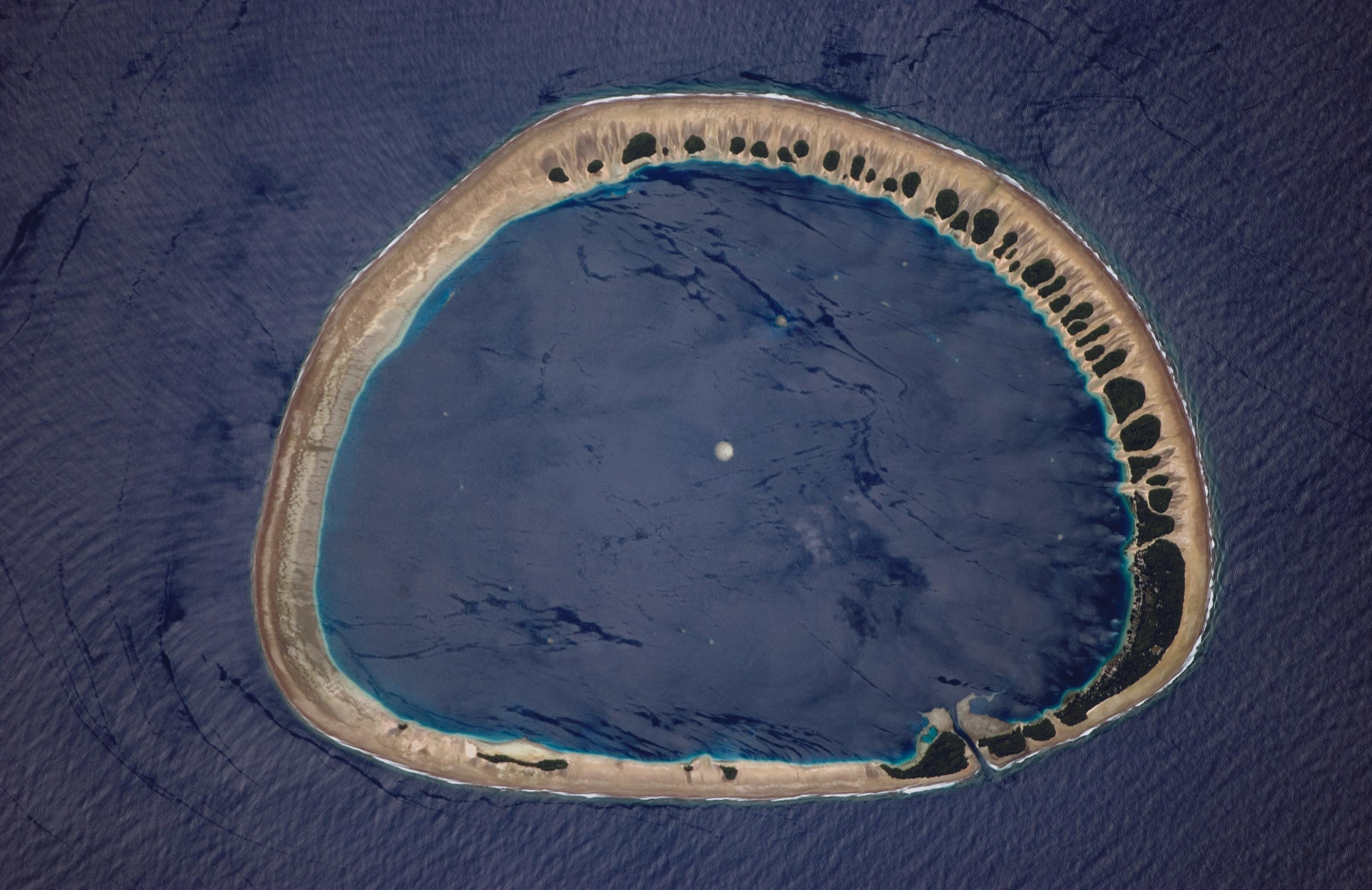
Атолл Нукуоро в Микронезии

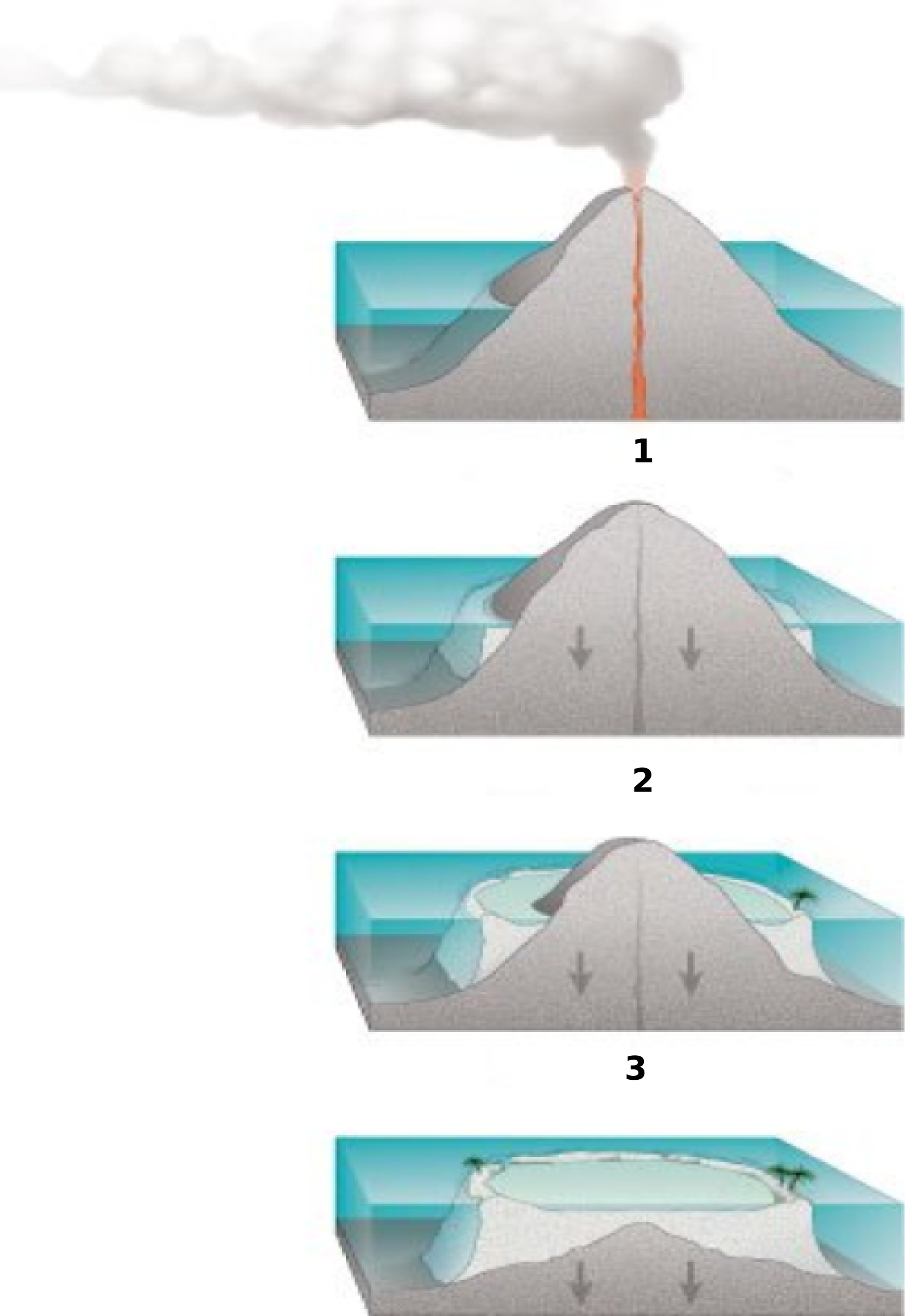
Последовательные стадии формирования атолла: вулканический остров, коралловый риф, ядерный атолл, атолл

Образование атолла по Чарльзу Дарвину

Ато́лл — коралловый остров либо архипелаг, имеющий вид сплошного или разорванного кольца, окружающего лагуну. Точнее, атолл представляет собой возвышение на дне океана, увенчанное коралловой надстройкой, образующей риф с группой островков-моту, разобщённых проливами. Эти проливы соединяют океан с лагуной. Если проливов нет, то суша образует сплошное кольцо, в этом случае вода в лагуне может быть менее солёной, чем в океане. Возвышение на дне океана обычно имеет форму конуса, образованного потухшим вулканом.
Кораллы атоллов довольно требовательны к сочетанию природных условий: температуре воздуха и воды, чистоте воды, постоянству солёности океанических вод, а также их динамике.

## Распределение
Рифообразующие кораллы будут процветать только в теплых тропических и субтропических водах океанов и морей, и поэтому атоллы встречаются только в тропиках и субтропиках. Атоллы встречаются в основном в водах Тихого и Индийского океанов. В Атлантическом океане нет больших групп атоллов, кроме восьми атоллов к востоку от Никарагуа.
Самым северным атоллом мира является атолл Куре (28 ° 24 ′ с. ш.) вместе с другими атоллами северо-западных гавайских островов. Самыми южными атоллами мира являются риф Элизабет (29 ° 58 'ю. ш.) и близлежащий риф Мидлтон в 29 ° 29' ю. ш. в Тасмановом море, оба из которых являются частью территории островов Кораллового моря.

## Этимология
Слово «атолл» происходит из мальдивского слова атолу (އަތޮޅު), что означает ладонь. Первое зарегистрированное использование этого слова в английском языке было в 1625 году. Чарльз Дарвин ввёл этот термин в своей монографии «Структура и распространение коралловых рифов». Он признал коренное происхождение слова и определил его как «круглую группу коралловых островков».

## Строение атолла
Типичный атолл состоит из трёх частей: внешнего склона рифа, рифовой платформы и лагуны. Высота атолла обычно не превышает 3—4 метров над средним уровнем океана. Атоллы могут иметь разнообразные конфигурации и размеры. Один из крупнейших атоллов на Земле — Кваджалейн (Меньшикова) в архипелаге Маршалловы острова — достигает 2336 км², из которых 92 % приходится на лагуну, вытянутую на 300 км. Суммарная площадь 92 островков этого атолла — 14,5 км². Другой крупный атолл — Рангироа (Рангирой) в архипелаге Туамоту — занимает 1639 км², а его 241 островок занимает 43 км².
Коралловые рифы таких крупных атоллов обрамляют поднятие на дне океана, являющееся вулканическим плато, а не конусом отдельного вулкана. За исключением небольших атоллов, площадь рифов обычно составляет несколько процентов от площади самих атоллов, а на долю суши часто приходится лишь ничтожная часть. Однако бывают и исключения. В случае небольшого атолла Пингелап в восточной части Микронезии, на сушу, состоящую из рифов и соединяющих их песчаных кос, приходится около 3/4 общей площади атолла. Острова атолла низменны, их возвышения не превышают 5 метров.
Атоллы обычно образуются путём обрастания вулканического острова коралловым рифом, формирующим кольцевой пояс. Часто это сопровождается погружением вулканической основы под воду. Если такого погружения не происходит, то формируется ядерный атолл с вулканическим островом внутри лагуны. Небольшое понижение уровня воды (или поднятие тектонической основы атолла) приводит к превращению кораллового рифа в атолл. Дальнейшее поднятие суши может привести к формированию поднятого атолла. Если же атолл погружается под воду, то формируется подводная банка (то есть отмель), которая может быть названа погружённым атоллом.